# Comtat de Sisak-Moslavina
El comtat de Sisak-Moslavina (en croat Sisačko-moslavačka županija) és un comtat de Croàcia central. Segons el cens de 2001, hi vivien 185.387 persones. La capital és Sisak.
El comtat de Sisak-Moslavina limita amb el comtat de Karlovac a l'oest, el comtat de Zagreb al nord, els comtats de Bjelovar-Bilogora i de Požega-Eslavonia al nord-est, el comtat de Brod-Posavina a l'est i amb Bòsnia i Hercegovina al sud. 	

## Ciutats i municipis
El comtat de Sisak-Moslavina comprèn 6 ciutats i 13 municipis (cens de 2001):

### Ciutats
- Glina 9.868
- Hrvatska Kostajnica 2.746
- Kutina 24.597
- Novska 14.313
- Petrinja 23.413
- Sisak 52.236

### Municipis
- Donji Kukuruzari 2.047
- Dvor 5.742
- Gvozd 3.779
- Hrvatska Dubica 2.341
- Jasenovac (Croàcia) 2.391
- Lekenik 6.170
- Lipovljani 4.101
- Majur 1.490
- Martinska Ves 4.026
- Popovača 12.701
- Sunja 7.376
- Topusko 3.219
- Velika Ludina 2.831